# Liste des clochers-murs du Doubs
Cet article recense les édifices religieux du Doubs, en France, munis d'un clocher-mur.

## Liste
| Édifice             | Commune      | Notes | Coordonnées                      | Photo |
| ------------------- | ------------ | ----- | -------------------------------- | ----- |
| Église Saint-Pierre | Le Moutherot |       | 47° 14′ 36″ nord, 5° 44′ 00″ est |       |